# USS Wintle (DE-25)
USS Wintle (DE-25) là một tàu hộ tống khu trục lớp Evarts được Hải quân Hoa Kỳ chế tạo trong Chiến tranh Thế giới thứ hai. Nó là chiếc tàu chiến thứ hai của Hải quân Mỹ được đặt theo tên Thiếu tá Hải quân Jack William Wintle (1908-1942), người phục vụ trên tàu tuần dương hạng nặng San Francisco (CA-38), đã tử trận trong trận Hải chiến Guadalcanal và được truy tặng Huân chương Chữ thập Hải quân. Nó đã phục vụ cho đến khi chiến tranh kết thúc, xuất biên chế vào ngày 14 tháng 11 năm 1945 và xóa đăng bạ vào ngày 28 tháng 11 năm 1945. Con tàu bị bán để tháo dỡ vào ngày 25 tháng 8 năm 1947. Wintle được tặng thưởng ba Ngôi sao Chiến trận do thành tích phục vụ trong Thế Chiến II.

## Thiết kế và chế tạo
Những chiếc thuộc lớp tàu khu trục Evarts có chiều dài chung 289 ft 5 in (88,21 m), mạn tàu rộng 35 ft 1 in (10,69 m) và độ sâu mớn nước khi đầy tải là 8 ft 3 in (2,51 m). Chúng có trọng lượng choán nước tiêu chuẩn 1.140 tấn Anh (1.160 t); và lên đến 1.430 tấn Anh (1.450 t) khi đầy tải. Hệ thống động lực bao gồm bốn động cơ diesel General Motors Kiểu 16-278A nối với bốn máy phát điện để vận hành hai trục chân vịt; công suất 6.000 hp (4.500 kW) cho phép đạt được tốc độ tối đa 21 kn (24 mph; 39 km/h), và có dự trữ hành trình 4.150 nmi (4.780 mi; 7.690 km) khi di chuyển ở vận tốc đường trường 12 kn (14 mph; 22 km/h).
Vũ khí trang bị bao gồm ba pháo 3 in (76 mm)/50 cal trên tháp pháo nòng đơn có thể đối hạm hoặc phòng không, một khẩu đội 1,1 inch/75 caliber bốn nòng và chín pháo phòng không Oerlikon 20 mm. Vũ khí chống ngầm bao gồm một dàn súng cối chống tàu ngầm Hedgehog Mk. 10 (có 24 nòng và mang theo 144 quả đạn); hai đường ray Mk. 9 và tám máy phóng K3 Mk. 6 để thả mìn sâu.
Wintle được đặt lườn như là chiếc BDE-25 tại Xưởng hải quân Mare Island, ở Vallejo, California vào ngày 1 tháng 10 năm 1942. Nó được hạ thủy vào ngày 18 tháng 2 năm 1943; được đỡ đầu bởi bà Lillian Hunt Street. Tuy nhiên Hải quân Hoa Kỳ quyết định giữ lại con tàu, xếp lại lớp thành DE-25 vào ngày 4 tháng 6 năm 1943 và đổi tên thành Wintle vào ngày 14 tháng 6 năm 1943. Nó nhập biên chế vào ngày 10 tháng 7 năm 1943 dưới quyền chỉ huy của Hạm trưởng, Thiếu tá Hải quân Leonard W. Bailey.

## Lịch sử hoạt động

### 1943
Sau khi hoàn tất việc chạy thử máy vào cuối tháng 7 và tháng 8, 1943, Wintle quay trở lại Xưởng hải quân Mare Island để sửa chữa sau thử máy. Nó lên đường vào ngày 21 tháng 9 để hộ tống một đoàn tàu vận tải hướng sang khu vực quần đảo Hawaii, và đi đến Trân Châu Cảng vào ngày 8 tháng 10. Nó rời Oahu, Hawaii hầu như ngay lập tức để hộ tống một đoàn tàu quay trở lại vùng bờ Tây, đến nơi vào ngày 17 tháng 10. Nó rời vịnh San Francisco vào ngày 25 tháng 10 trong thành phần một lực lượng hình thành chung quanh chiếc tàu sân bay hộ tống Breton (CVE-23), để hộ tống một đoàn tàu đi đến Viti Levu thuộc quần đảo Fiji, ngang qua Trân Châu Cảng.
Wintle đi đến cảng Nandi, Fiji vào ngày 14 tháng 11, và sau một chặng dừng ba ngày lại lên đường vào ngày 17 tháng 11, hộ tống chiếc tàu chở dầu Neshanic (AO-71) đi Funafuti thuộc quần đảo Ellice. Sau khi dừng lại trong hai ngày, nó lên đường vào ngày 21 tháng 11, hộ tống chiếc tàu chở dầu Tallulah (AO-50) đi đến một điểm hẹn tiếp nhiên liệu. Khi nó quay trở lại Funafuti vào ngày hôm sau, cuộc tấn công đổ bộ lên quần đảo Gilbert, tức Chiến dịch Galvanic, đang tiếp diễn, nhờ những nỗ lực chuẩn bị hậu cần mà nó chuẩn bị trong suốt một tuần lễ. Nó hoàn thành nhiệm vụ hỗ trợ cho Chiến dịch Galvanic vào ngày 8 tháng 12, lên đường quay trở về Funafuti và ở lại đây từ ngày 9 đến ngày 12 tháng 12, khi nó lên đường quay trở về Oahu hộ tống cho một đoàn tàu vận tải; nó về đến Trân Châu Cảng vào ngày 21 tháng 12.

### 1944
Wintle thực hành tập trận tại khu vực Hawaii. Vào ngày 3 tháng 1, 1944, nó và tàu chị em Dempsey (DE-26) thực tập tiếp nhiên liệu trên đường đi; sau khi chạy song song bên mạn và đã chuyển được khoảng 1.000 gallon nhiên liệu, Dempsey chuẩn bị tách khỏi Wintle; bất ngờ nó lại va vào mạn phải của Wintle, và mỏ neo của nó xé rách một mảng vách lườn tàu của Wintle tại khung 40, đồng thời làm hư hại thiết bị khử từ và ống dấn hơi nước. Trong khi Dempsey vội vàng cơ động chuyển hướng để né tránh, hai con tàu lại va chạm đuôi tàu với nhau một lần nữa. Các đội kiểm soát hư hỏng nhanh chóng tìm cách bịt các lổ thủng để hạn chế việc ngập nước, và Wintle có thể di chuyển với vận tốc 10 kn (19 km/h) mà không bị ngập thêm quá nhiều nước. Nó quay trở lại Trân Châu Cảng vào ngày hôm sau và việc sửa chữa kết thúc vào ngày 11 tháng 1.
Gia nhập Lực lượng Đổ bộ 5 để tham gia Chiến dịch Flintlock, cuộc đổ bộ lên quần đảo Marshall, vào ngày 21 tháng 1, Wintle rời Trân Châu Cảng hộ tống bốn tàu đổ bộ LST hướng sang Majuro, đi đến ngoài khơi đảo san hô vào ngày 1 tháng 2, khi nơi đây đã được chiếm đóng vào ngày hôm trước mà không gặp phải sức kháng cự của đối phương. Con tàu tuần tra tại lối ra vào vũng biển trong ngày 2 tháng 2, rồi gặp gỡ tàu chở dầu Caliente (AO-53) ngoài biển để hộ tống nó đi vào vũng biển trong ngày hôm sau, trước khi tiếp tục tuần tra chống tàu ngầm ngoài khơi Majuro. Trong các ngày 9 và 10 tháng 2, nó hộ tống tàu chở đạn dược Sangay (AE-10) đi Kwajalein trước khi quay trở về khu vực Hawaii, đến nơi vào ngày 23 tháng 2.
Ở lại Trân Châu Cảng cho đến ngày 2 tháng 3, Wintle cùng với tàu chị em Stadtfeld (DE-29) hộ tống một đoàn tàu ba chiếc đi sang khu vực quần đảo Gilbert; đến nơi vào ngày 11 tháng 3. Hai con tàu lên đường vào ngày hôm sau để đi sang khu vực quần đảo Solomon ngang qua Funafuti, đi đến ngoài khơi Lunga Point, Guadalcanal vào ngày 18 tháng 3, nơi họ trình diện để phục vụ cùng Đệ Tam hạm đội. Trong giai đoạn sáu tháng tiếp theo, con tàu hoạt động hộ tống cho tàu bè đi lại suốt khu vực Tây Nam Thái Bình Dương giữa các căn cứ, đặc biệt là giữa khu vực Solomon và quần đảo Admiralty. Xen kẻ giữa các chuyến đi, nó thực hành huấn luyện chống tàu ngầm.
Đi đến đảo Manus, Admiralty vào ngày 19 tháng 9, Wintle rời Seeadler Harbor vào ngày 22 tháng 9 để đi đến Palau tại khu vực Trung tâm Thái Bình Dương. Nó thả neo tại Kossol Passage ba ngày sau đó, để rồi lại lên đường ngay ngày hôm sau để quay lại Manus. Nó được bảo trì cặp bên mạn tàu tiếp liệu khu trục Piedmont (AD-17) tại Seeadler Harbor từ ngày 5 tháng 10, rồi lên đường đi Palau và đến nơi vào ngày 15 tháng 10. Trong một tháng tiếp theo nó tuần tra tại khu vực Palau, rồi thay phiên cho tàu khu trục Buchanan (DD-484) ngoài khơi Denges Passage vào ngày 10 tháng 11, làm nhiệm vụ bắn pháo sáng eo biển này và đảo Ngeregong lân cận, hỗ trợ cho hoạt động ngăn chặn đối phương đổ bộ quân tiếp viện từ Ngeregong đến Peleliu. Nó rời khu vực này vào ngày 12 tháng 11, hộ tống cho tàu tuần tra PC-1260, vốn bị hư hại do tai nạn va chạm với tàu chở hàng Kenmore (AK-221).
Rời Kossol Passage vào ngày 18 tháng 11, Wintle đi ngang qua Ulithi để hướng đến quần đảo Mariana, và đi đến Apra Harbor, Guam vào ngày 28 tháng 11. Nó gia nhập Lực lượng Tuần tra và Hộ tống Saipan, và trong gần ba tháng tiếp theo đã tuần tra tại vùng quần đảo Mariana, chủ yếu tại khu vực giữa Guam và Saipan. Vào đêm 24 tháng 12, nó giúp đẩy lui một đợt không kích của đối phương nhắm vào căn cứ của Không quân trên bờ tại Saipan, và hai ngày sau đó đã cứu vớt ba thành viên thuộc đội bay của một máy bay ném bom B-29 Superfortress bị rơi gần Nafutan Point. Con tàu thực hiện hai chuyến hộ tống vận tải khứ hồi đến Eniwetok vào cuối tháng 12 và đầu tháng 1, 1945.

### 1945
Nhận được lệnh điều động sang Lực lượng Hộ tống Marshall-Gilbert vào ngày 5 tháng 2, 1945, Wintle đi đến Eniwetok vào ngày 10 tháng 2, và bắt đầu hộ tống các đoàn tàu xuất phát từ các căn cứ tại khu vực Marshall và Gilbert để đi sang chiến trường. Nó thường thực hiện những chuyến đi giữa Guam, Kwajalein và Eniwetok và tham gia hoạt động cùng một đội tìm-diệt tàu ngầm để truy lùng tàu ngầm Nhật Bản hoạt động tại khu vực quần đảo Marshall. Trong đêm 2 tháng 4, đang khi truy lùng tàu ngầm đối phương, nó đã đối đầu với pháo bờ biển đối phương đồn trú trên đảo Wotje, khi chúng nổ súng vào con tàu. Sang cuối tháng 4 và tháng 5, khi lực lượng đặc nhiệm tàu sân bay hoạt động không kích xuống các đảo Mili, Jaluit và Wotje còn do quân Nhật chiếm đóng, con tàu đã phục vụ tìm kiếm và giải cứu, nhưng không có máy bay nào bị bắn rơi; rồi trong đêm 5-6 tháng 5, nó bảo vệ cho việc di tản dân bản xứ khỏi đảo Jaluit.
Đến ngày 13 tháng 5, Wintle rời Eniwetok hộ tống cho hai tàu buôn đi sang Palau. Con tàu đi đến Kossol Passage vào ngày 18 tháng 5, rồi lên đường hai ngày sau đó để đi Ulithi, nơi nó bảo vệ cho Hazelwood (DD-531) và Rathburne (APD-25), vốn bị hư hại trong chiến đấu tại Okinawa, trong chuyến đi từ Ulithi đến Eniwetok, chặng đầu tiên trong hành trình quay trở về Hoa Kỳ để sửa chữa; các con tàu rời Ulithi vào ngày 25 tháng 5 và đi đến Eniwetok vào ngày 29 tháng 5. Nó lại tiếp tục phục vụ hộ tống và tuần tra cùng Lực lượng Hộ tống Marshall-Gilbert cho đến giữa tháng 6.
Vào ngày 17 tháng 6, Wintle và Levy (DE-162) rời Eniwetok để tuần tra chống tàu ngầm trên tuyến đường hàng hải giữa Eniwetok và khu vực Mariana. Sau khi nhận được tin tức chiếc tàu sửa chữa Endymion (ARL-9) bị tấn công bằng ngư lôi vào ngày hôm sau, nó lập tức đi đến hiện trường, nhưng không tìm thấy bất kỳ tàu ngầm đối phương nào, nên đã quay trở lại Eniwetok sau đó. Nó tiếp tục hoạt động tuần tra cho đến ngày 1 tháng 7, khi nó khởi hành từ Eniwetok để tham gia một đội tìm-diệt tàu ngầm, được hình thành chung quanh chiếc tàu sân bay hộ tống Kasaan Bay (CVE-69). Con tàu đã hoạt động truy lùng tàu ngầm đối phương trên tuyến đường hàng hải giữa Eniwetok và Mariana cho đến khi được chiếc Snyder (DE-745) thay phiên vào ngày 8 tháng 7.
Wintle quay trở về Eniwetok, và rời vũng biển đảo san hô vào ngày 12 tháng 7 cho hành trình quay trở về Hoa Kỳ. Nó ghé qua Trân Châu Cảng trong ngày 18-19 tháng 7 trước khi về đến San Francisco vào ngày 26 tháng 7, và lập tức vào ụ tàu của Xưởng hải quân Hunters Point để đại tu. Nó vẫn đang ở trong ụ tàu vào ngày 15 tháng 8, khi nhận được tin tức về việc Nhật Bản chấp nhận đầu hàng kết thúc cuộc chiến tranh; công việc sửa chữa bị hủy bỏ vào ngày 18 tháng 8. Con tàu cuối cùng được cho xuất biên chế vào ngày 15 tháng 11, 1945 và neo đậu cùng thành phần dự bị tại Mare Island, California. Tên nó được cho rút khỏi danh sách Đăng bạ Hải quân vào ngày 28 tháng 11,  1945, và nó bị bán cho hãng Union Minerals & Alloys Corporation vào ngày 25 tháng 8, 1947 để tháo dỡ.

## Phần thưởng[2]
|  |                                         |  |
|  | Bronze star · Bronze star · Bronze star |  |

| Dãi băng Hoạt động Tác chiến (truy tặng) |                                                                         |                                                                         |                                      |
| Huân chương Chiến dịch Hoa Kỳ            | Huân chương Chiến dịch Châu Á-Thái Bình Dương với 3 Ngôi sao Chiến trận | Huân chương Chiến dịch Châu Á-Thái Bình Dương với 3 Ngôi sao Chiến trận | Huân chương Chiến thắng Thế Chiến II |